# Trichoscypha nyangensis
Trichoscypha nyangensis är en sumakväxtart som beskrevs av François Pellegrin. Trichoscypha nyangensis ingår i släktet Trichoscypha och familjen sumakväxter. Inga underarter finns listade i Catalogue of Life.